# Hybolasiellus variegatus
Hybolasiellus variegatus är en skalbaggsart som först beskrevs av Thomas Broun 1880.  Hybolasiellus variegatus ingår i släktet Hybolasiellus och familjen långhorningar. Inga underarter finns listade i Catalogue of Life.